# Goose Creek
Goose Creek ist eine Stadt im Berkeley County im Süden des US-Bundesstaates South Carolina. Das U.S. Census Bureau hat bei der Volkszählung 2020 eine Einwohnerzahl von 45.946 ermittelt.
Goose Creek hat eine Fläche von 84,1 km² und liegt nahe dem North Charleston Wannamaker County Park. Die Stadt wird von der Interstate 26 und U.S. Highway 78 tangiert. Der U.S. Highway 52 und U.S. Highway 17 ALT führen von Goose Creek 30 km nach Norden nach Moncks Corner und der U.S. Highway 176 führt nach Nordosten.